# جيوفري هايز
جيوفري هايز (13 أغسطس 1950 - ) (بالإنجليزية: Geoffrey Hayes)‏ هو لاعب كريكت بريطاني.